# Audhumla

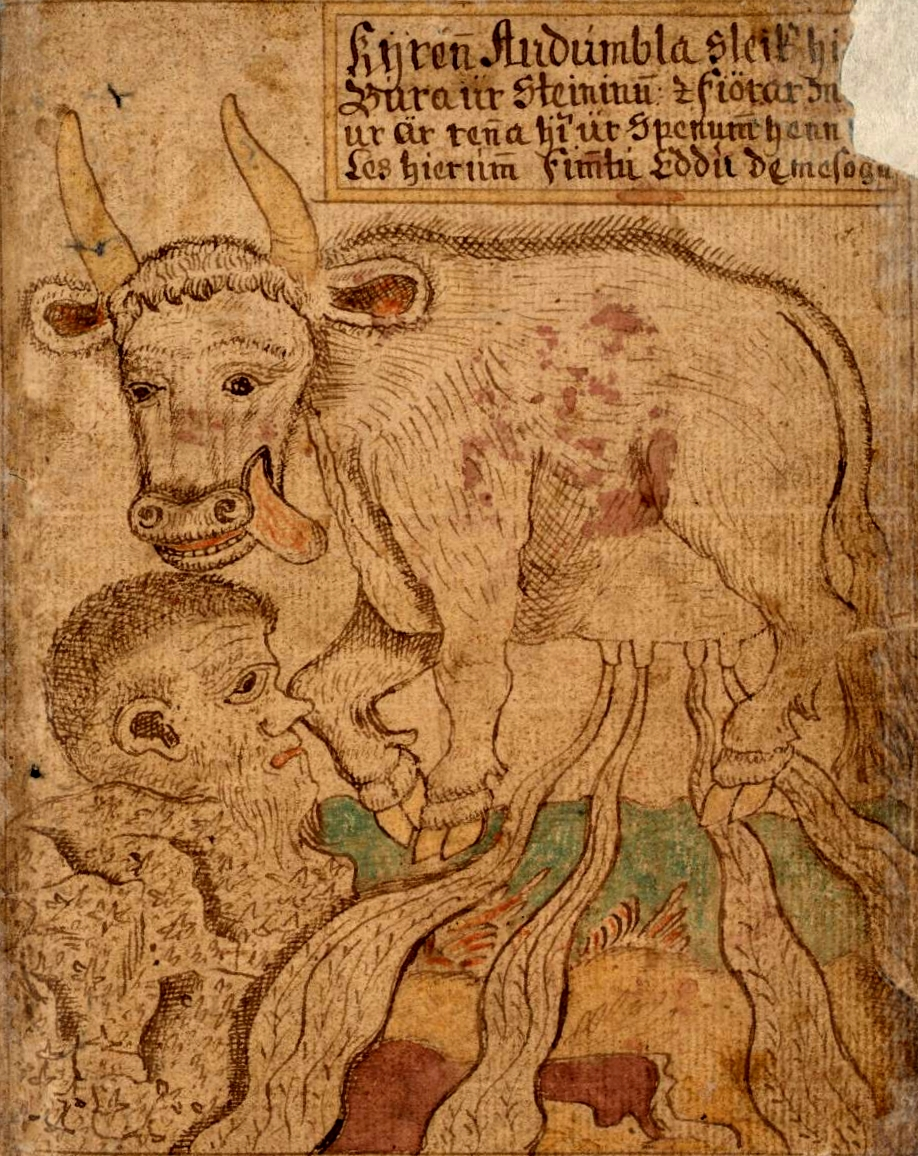
Audhumla a Búriho hlava. Islandský rukopis z 18. století.

Audhumla (Audumla, Audhumbla) je prakráva ze severské mytologie. Zrodila se z tajícího ledu z Niflheimu podobně jako obr Ymi, jehož živila svým mlékem, které jí vytékalo ze struků a tvořilo čtyři mléčné řeky. Ona sama se pak živila olizováním ojíněných kamenů, které byly slané. První den, kdy kameny olizovala, vystoupily večer z kamene vlasy, druhý den hlava a třetí den celý muž, praotec Ásů Búri.